# Rudolf Wegscheider

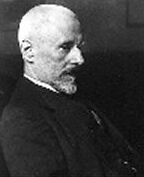
Rudolf Wegscheider

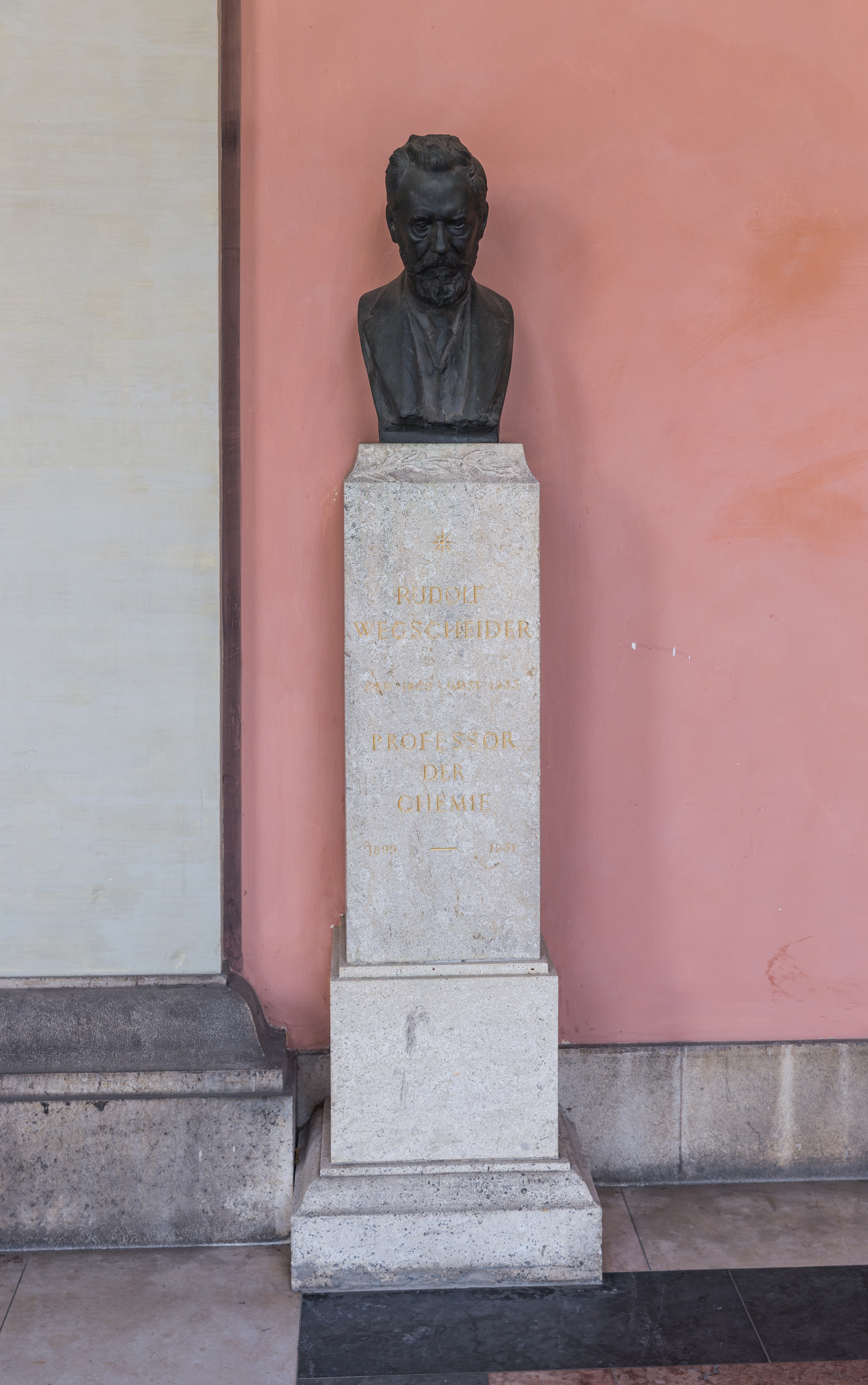
Rudolf Wegscheider, Denkmal im Arkadenhof der Universität Wien (Heinrich Zita)

Rudolf Franz Johann Wegscheider (* 8. Oktober 1859 in Großbetschkerek, Kaisertum Österreich; † 8. Jänner 1935 in Wien) war ein österreichischer Chemiker.

## Leben und Werk
Rudolf Wegscheider wurde als Sohn des kaiserlichen Kreis-Kommissars Johann Wegscheider und seiner Ehefrau Maria Plank geboren. Er studierte Chemie und war einer der Begründer der physikalischen Chemie in Österreich. Von 1902 bis 1931 hatte er einen Lehrstuhl in Wien inne. Als Vorsitzender des Vereins Österreichischer Chemiker amtierte er von 1904 bis 1929. Er wirkte entscheidend an der Entwicklung der Theorie der Geschwindigkeit chemischer Reaktionen, der Reaktionskinetik mit. Er wurde am Grinzinger Friedhof in einem ehrenhalber gewidmeten Grab (Gruppe 12, Reihe 4, Nummer 4) beerdigt.

## Ehrungen und Auszeichnungen
1905 wurde er mit dem Lieben-Preis ausgezeichnet.
1917 wurde er zum korrespondierenden Mitglied der Göttinger Akademie der Wissenschaften und 1918 der Bayerischen Akademie der Wissenschaften sowie 1932 zum Mitglied der Deutschen Akademie der Naturforscher Leopoldina gewählt. 1923 wurde Wegscheider für seine Arbeiten auf dem Gebiet der organischen Chemie mit der Wilhelm-Exner-Medaille ausgezeichnet.

## Würdigung
Der Rudolf-Wegscheider-Preis der Österreichischen Akademie der Wissenschaften führt seinen Namen.

## Schriften
- Über graphische Formeln der Kohlenwasserstoffe mit condensirten Benzolkernen, in: Monatshefte für Chemie, 1880, 1, S. 908–918; doi:10.1007/BF01517118
- Über Derivate und Constitution der Opiansäure und Hemipinsäure, in: Monatshefte für Chemie,1882, 3, S. 348–380; doi:10.1007/BF01516810
- Über Isovanillin, in: Monatshefte für Chemie, 1882, 3 (1), S. 789–795; doi:10.1007/BF01516846.
- mit Guido Goldschmiedt: Über Derivate des Pyrens, in: Monatshefte für Chemie, 1883, 4, S. 237–261; doi:10.1007/BF01517967
- Über einige Abkömmlinge der Opiansäure, in: Monatshefte für Chemie, 1883, 4, S. 262–271; doi:10.1007/BF01517967
- Über Isobutylnaphtalin, Vorläufige Mitteilung, in: Monatshefte für Chemie, 1884, 5, S. 236–240; doi:10.1007/BF01526113
- Zur Regelung der Nomenclatur der Kohlenstoffverbindungen, Deuticke, Leipzig,1892 OCLC 907758224
- Bemerkung zu dem Referat: „Ueber die Esterbildung aromatischer Säuren“ von Bredig, in: Zeitschrift für Physikalische Chemie, 1896 doi:10.1515/zpch-1896-2125
- Notiz über die quantitative Bestimmung des Kupfers, Vienna, Kaiserliche Akademie der Wissenschaften, Mathematisch-Naturwissenschaftliche Klasse, Sitzungsberichte, 1897 S. 52–55 OCLC 1026940134
- Über den Austausch von Brom gegen Chlor in aromatischen Verbindungen, Vienna, Kaiserliche Akademie der Wissenschaften, Mathematisch-Naturwissenschaftliche Klasse, Sitzungsberichte, 1897 S. 321–338 OCLC 1026922295
- Über die Bildung von Estersäuren aus Säureanhydriden, Vienna, Kaiserliche Akademie der Wissenschaften, Mathematisch-Naturwissenschaftliche Klasse, Sitzungsberichte, 1897 S. 418–432 OCLC 1027028464
- Untersuchungen über die Esterbildung, Vienna, Kaiserliche Akademie der Wissenschaften, Mathematisch-Naturwissenschaftliche Klasse, Sitzungsberichte, 1897 S. 633–661 OCLC 1026980769
- Über die Dimorphie der a-Hemipinmethylestersäure, 1897 S. 593–601 OCLC 1026647062
- mit Noe L. Müller: "Über Abkömmlinge der Nitro-opiansäure", in: Justus Liebigs Annalen der Chemie, 1923, 433 (1), S. 33–48; doi:10.1002/jlac.19234330104.